# Johnny Rǎducanu
Johnny Rǎducanu (geboren als Rǎducan Creţu) (Brǎila, 1 december 1931 - Boekarest, 19 september 2011) was een Roemeense jazz-contrabassist, pianist en componist. Hij ontdekte en trainde veel Roemeense jazzmusici. Leonard Feather noemde hem "Mr. Jazz of Romania".
Rǎducanu was afkomstig uit een Roma-familie met een muzikale traditie die teruggaat tot minstens de zeventiende eeuw. Vanaf zijn achtste levensjaar kreeg hij pianoles. In de jaren 1949-1953 studeerde hij contrabas aan de universiteit van Cluj, daarna studeerde hij af aan het conservatorium van Boekarest. In die jaren speelde hij bas in verschillende bands. Een van die groepen was het huisorkest van het platenlabel Electrocord. Met een trio speelde hij in 1957 op het Wereldfestival voor jeugd en studenten in Moskou. In 1966 nam hij een van de eerste Roemeense jazzplaten op. Hij trad op in het buitenland (in Warschau en Praag). Hij maakte deel uit van het freejazz-trio van Guido Manusardi en het Freetet van Richard Oschanitzky. Op de jazzfestivals van Ploiești (1969 tot en met 1971) en Sibiu (1974-1977) trad hij op met verschillende jazzgroepen. In het buitenland speelde hij met onder andere Art Farmer, Slide Hampton en Friedrich Gulda.
In 1977 stapte hij over op de piano en werkte in de jaren erna in toenemende mate als solist. In 1984 werd hij door het communistische regime onder huisarrest gesteld in Tescani, iets waaraan Rǎducani's compositie "Tescani 84" herinnert. In de jaren erna heeft hij nog verschillende albums opgenomen. In 2010 speelde hij in Boekarest met het Duke Ellington Orchestra.
In de jaren zeventig begon Rǎducanu zelf composities te schrijven. Tevens componeerde hij voor de film "Muşchetarii în Vacanţǎ". Als bassist was hij beïnvloed door onder meer Jimmy Blanton (bekend van zijn werk bij Ellington), als pianist door vooral Fats Waller.
Rǎducanu was president van de Roemeense jazzfederatie. In 1987 werd hij erelid van de Louis Armstrong Academy in New Orleans. In 2005 kreeg hij van de Roemeense componistenvereniging een prijs.
In 2002 verscheen van zijn hand een autobiografie.
Rǎducanu overleed thuis aan de gevolgen van een hartaanval.

## Discografie (selectie)
- Jazz in Trio (met o.a. Marius Popp), Electrecord, 1966
- Jazz in Tara Mea (Jazz in My Country) (met o.a. Popp en Peter Wertheimer en Eugen Gondi), Electrecord, 1976
- Confesiuni, Electrecord, 1979
- Confesiuni II, Electrecord, 1982
- Confesiuni III, Electrecord, 1986
- Jazz Made in Romania, Electrecord, 1987
- To His Friends, Alpha Sound, 1997
- Jazz Antifanariot (In Memoriam Horia Bernea, Anastasia, 2003
- Jazz Poems - Inside Stories (met Teodora Enache), TVR Media, 2006
- Jazz Bestament, Paris 2005, Tescani, 2006
- Sibiu 1977 - Live, Electrecord, 2006
- Chamber Jazz Music, Soft Records, 2008
- Balada Lǎutǎreascǎ (Piano Solo), Soft Records, 2009

- Gemeinsame Normdatei: 1201698057
- International Standard Name Identifier: 0000 0000 5876 1946
- Library of Congress Control Number: n2009018559
- MusicBrainz: 81465604-ea1f-41fd-965f-5c8fa19e8b4e
- Nationale Bibliotheek van Tsjechië: mzk2015889187
- Virtual International Authority File: 83500319
- WorldCat: E39PBJyWV7fmK4WhHX8bktGJXd